# Pablo Paredes Arratia
Pablo Paredes Arratia (Laudio, 11 de febrer de 1983) és un futbolista basc, que ocupa la posició de migcampista.

## Trajectòria
Entra a la disciplina de l'Athletic Club en categoria juvenil. Entre 2001 i 2003 és titular amb el CD Baskonia, condició que manté durant les tres següents campanyes amb el primer filial de San Mamés, el Bilbao Athletic.
A la temporada 05/06 disputa el seu únic encontre oficial amb el primer equip de l'Athletic, corresponent a la Copa Intertoto.
L'estiu del 2006 marxa al Barakaldo CF, on roman un any. Posteriorment disputa dues temporades a l'Amurrio CF. Retorna a la Segona B el 2009, en fitxar pel Sestao River.